# Werner Haas

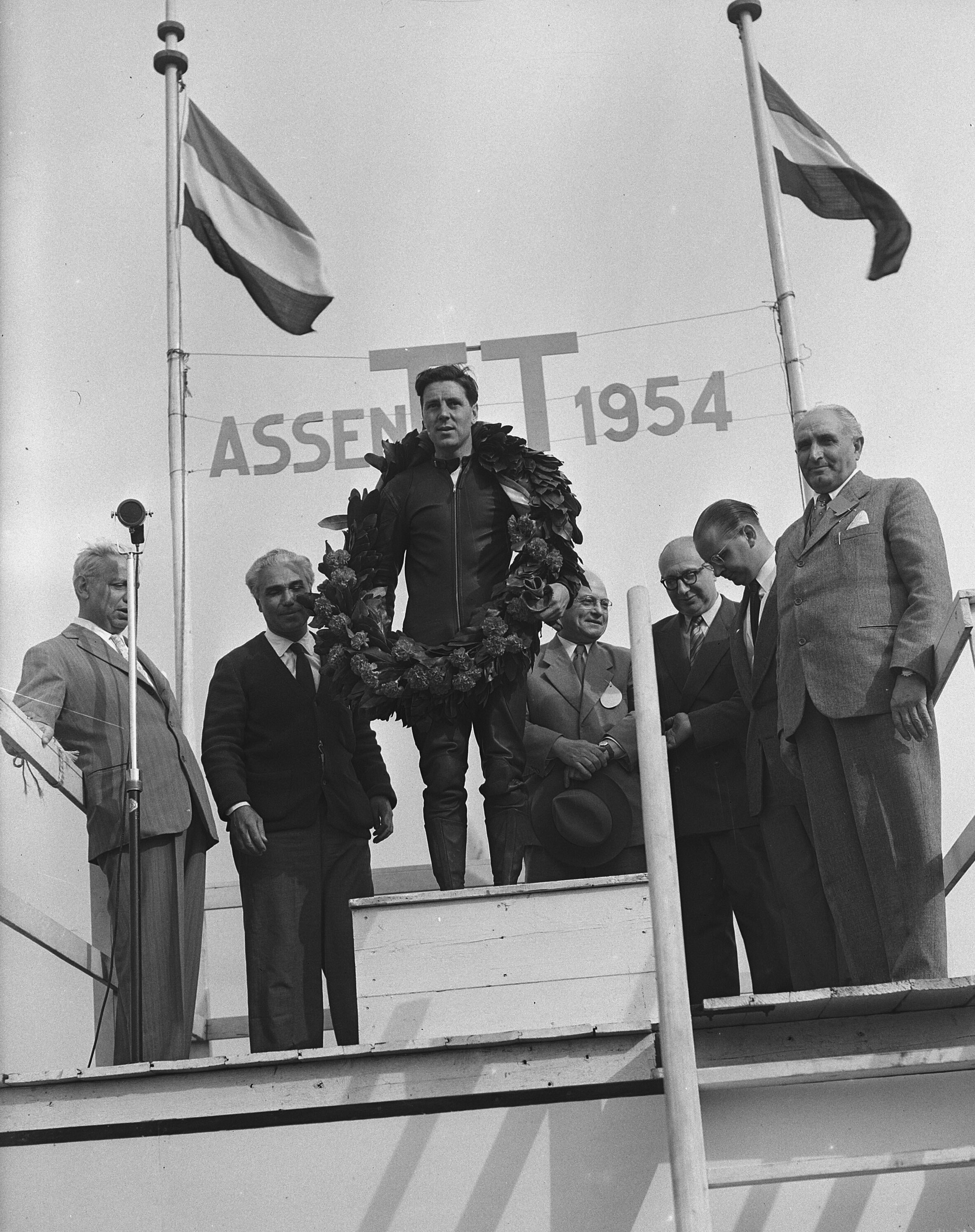

Werner Haas (Augsburg, 20 de maio de 1927 - 13 de novembro de 1956) foi um motociclista alemão. Foi campeão mundial de 250cc: (1953 e 1954)  e 125cc: (1953).